# Seznam avstrijskih filozofov
Seznam avstrijskih filozofov.

## A
- Ferdinand Acatius
- Max Adler (1873-1937)
- Rok Ampach
- Armen Avanessian (1973)

## B
- Martin Balluch (1964)
- Robert Barbo Waxenstein
- Otto Bauer (1881-1938)
- Wilhelm Baum
- Wolfgang Benedek (pravnik)
- Gustav Bergmann
- Edmund Bernatzik (pravnik, pravni in polit. filozof)
- Ludwig von Bertalanffy ?
- Ludwig Edward Boltzmann
- Martin Buber
- Boris Buden (hrvaško-avstrijski)

## C
- Fritjof Capra (avstrijsko-ameriški)
- Jožef Carl
- Rudolf Carnap (nemško-avstrijsko-ameriški)
- Bartholomäus Carneri

## D
- Karel Dillher

## E
- Ferdinand Ebner
- Hubert Christian Ehalt (antropolog)
- Christian von Ehrenfels
- Rudolf Eisler

## F
- Herbert Feigl (avstr.-amer.)
- Ernst von Feuchtersleben
- Paul Feyerabend (1924 - 1994)
- Ernst Fischer (1899 - 1972)
- Anton Focky
- Philipp Frank (1884 - 1966)
- Viktor Frankl
- Anna Freud

## G
- Maksimiljan Galler
- Kurt Gödel (avstr.-amer.)
- Wolfgang Leopold Gombócz
- Heinrich Gomperz
- Theodor Gomperz
- André Gorz [aka Michel Bosquet] (avstrijsko-francoski) (1923 - 2007)
- Anton Grabner-Haider
- Anton Gregorin
- Ludwig Gumplowicz (sociolog)

## H
- Eduard Hanslick
- Johan Frederik Hartle
- Friedrich Hayek
- Rudolf Hilferding (1877-1941)
- Edmund Husserl

## I
- Ivan Illich

## J
- (Wilhelm Jerusalem)
- Friedrich Jodl
- Franc Jörgerer

## K
- Franz Kafka?
- Karl Kautsky
- Hans Kelsen (1881 – 1973)
- Victor Kraft
- Georg Kreisel

## L
- Lucien Laurat (pr.i. Otto Maschl)
- Paul Felix Lazarsfeld (avstrijsko-ameriški sociolog)
- Rudolf Lewenerg
- Konrad Paul Liessmann
- Janez Lindelauf
- Konrad Lorenz
- Karl Lugmayer

## M
- Ernst Mach
- Andrej Mägerl
- Ernst Mally
- Anton Marty
- Otto Maschl (ps. Lucian Laurat)
- Walther Mayer
- Rosa Mayreder
- Alexius Meinong
- Karl Menger
- (Richard von Mises)
- Stephan Moebius (sociolog)
- Karl H. Müller (sociolog)
- Laurenz Müllner

## N
- Otto Neurath
- Olga Hahn-Neurath

## P
- Franc Albert Pelzhoffer (1643–1710)
- Robert Pfaller
- Karl Raimund Popper

## Q
- Benedikt Quadri

## R
- Rose Rand
- Gustav Ratzenhofer
- Wilhelm Reich
- Karl Leonhard Reinhold
- Robert Reininger
- Franz Reinzer
- Karl Renner
- Alois Riehl

## S
- Moritz Schlick (nem-avstr.)
- Gregor Schoettl (avstr.-slov.)
- Alfred Schütz (avstr.-ameriški)
- Carl Siegel
- Werner Sombart (sociolog)
- Othmar Spann
- Franc Staindl
- Wolfgang Stegmüller (avstr.-nem.)
- Rudolf Steiner
- Michael Stöhr

## V
- Wilhelm Fridolin Volkmann

## W
- Franz Weber
- Otto Weininger
- Friedrich Waismann
- Peter Weibel?
- Friedrich von Wieser
- Stephan Witasek
- Ludwig Wittgenstein
- Franz Xaver von Wulfen

## Z
- Paul Zulehner (pastoralni sociolog, teolog)